# Tigres FC
Corporación Deportiva Expreso Rojo jest kolumbijskim klubem piłkarskim z siedzibą w mieście Zipaquirá leżącym w departamencie Cundinamarca.

## Historia
Klub Expreso Rojo założony został w 1997 roku w mieście Cartagena. Swoje mecze domowe rozgrywał na mającym pojemność 25 tys. widzów stadionie Estadio Arturo Cumplido Sierra leżącym w mieście Sincelejo.
W 2007 roku klub przeniósł swą siedzibę do miasta Fusagasugá leżącego w departamencie Cundinamarca, gdzie mecze domowe rozgrywał na stadionie Estadio Fernando Mazuera.
W 2009 roku klub przeniósł się do miasta Zipaquirá.